# Bestattung Wien
Die Bestattung Wien GmbH ist mit rund 10.000 jährlich durchgeführten Bestattungen das größte Bestattungsunternehmen in Österreich. Die Bestattung Wien ist eine Tochtergesellschaft der Bestattung und Friedhöfe Wien, ihrerseits Tochter der Wiener Stadtwerke GmbH. Bis 2005 besaß das städtische Bestattungsunternehmen der Grundversorgung auf dem Wiener Bestattungsmarkt eine Monopolstellung als Staatsmonopolist. Auch nach der Aufhebung des Monopols hatte Bestattung Wien immer noch mit einem Marktanteil von rund 95 Prozent eine beherrschende Marktmacht in Wien. Auch aktuell (2021) besteht trotz Liberalisierung mit einem Marktanteil von 80 Prozent ein „Quasi-Monopol“ in Wien.

## Geschichte
Im Jahr 1907 erwarb die Stadt Wien die beiden 40 Jahre zuvor gegründeten Wiener Bestattungsunternehmen – die „Erste Wiener Leichenbestattungs-Anstalt Entreprise des pompes funebres“ und die „Concordia“ – und führte sie im Kommunalbetrieb „Stadt Wien - Städtische Leichenbestattung“ zusammen.
1918 wurden, aufgrund des durch die Folgen des Ersten Weltkriegs bestehenden Pferdemangels und des erhöhten Bedarfs an Leichentransporten wegen der grassierenden Spanischen Grippe, erstmals Straßenbahnen zum Transport Verstorbener von Krankenhäusern und Pflegeanstalten zum Zentralfriedhof verwendet. Der Betrieb der Leichenstraßenbahn wurde 1928 wieder eingestellt.
Ab 1919 wurde die Produktion von Holz- und Metallsärgen in einer unternehmenseigenen Sargfabrik aufgenommen. Nach dem Ersten Weltkrieg wurde auch das Filialnetz der städtischen Bestattung kontinuierlich ausgebaut. 1928 gab es bereits 35 Filialen und zusätzlich 71 kleinere Anmeldestellen über die Stadt verteilt. 28 Leichentransportwägen standen zur Überführung Verstorbener zu den Friedhöfen zur Verfügung.
Während des Zweiten Weltkriegs wurde zusätzlich zu mittlerweile 37 Transport-Kfz wieder eine „Leichen-Tram“ der Wiener Straßenbahn für den Transport Verstorbener eingesetzt.
In den 1950er Jahren übernahm die Städtische Bestattung die noch bestehenden privaten Bestattungsunternehmen. Die Städtische Bestattung wird in der Folge in den Verbund der Wiener Stadtwerke aufgenommen.
Anlässlich des 60. Jahrestags der Unternehmensgründung wurde 1967 das Bestattungsmuseum im 4. Wiener Gemeindebezirk eröffnet. Die im Zweiten Weltkrieg zerstörte Sargfabrik wurde im Jahr 1968 an einer neuen Betriebsstätte im 23. Wiener Gemeindebezirk wieder eröffnet.

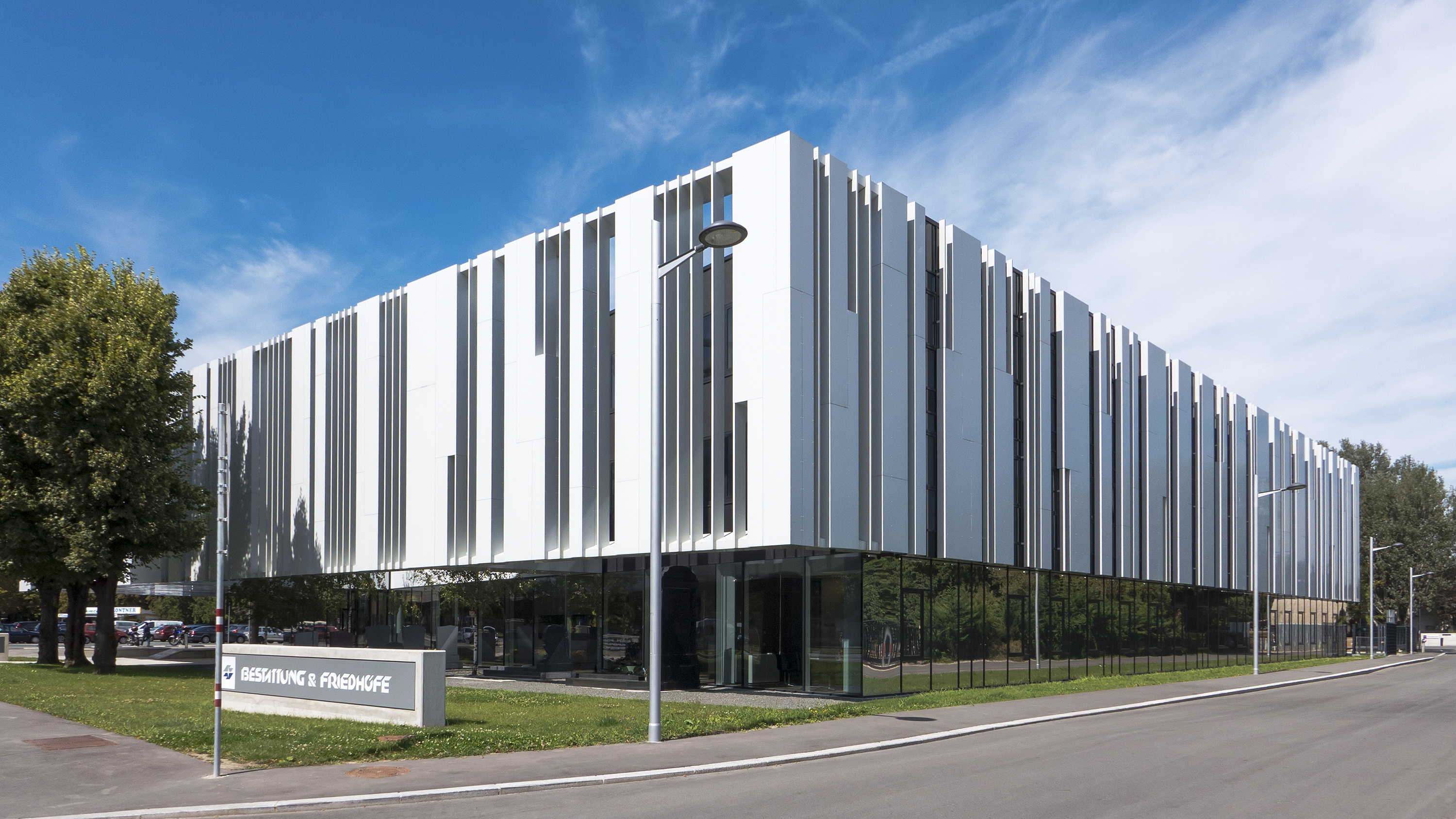
Verwaltungsgebäude der Bestattung und Friedhöfe Wien

In den 1970er und 1980er Jahren des 20. Jahrhunderts wurden etliche Aufbahrungshallen neu errichtet sowie schon bestehende um- und ausgebaut. Mit der Jahrtausendwende war eine Ausgliederung der Bestattung Wien-Wiener Stadtwerke und die Umgründung in die Bestattung Wien GmbH als Tochter der Wiener Stadtwerke Holding AG. 2010 war eine Neuorganisation des Wiener Stadtwerke-Unternehmensbereichs Bestattung und Friedhöfe. 2012 entstand ein „One-Stop-Shop“ zur Übersiedlung der Unternehmenszentrale und des Kundenservicezentrums der Bestattung Wien in die Simmeringer Hauptstraße 339 im 11. Wiener Gemeindebezirk. 2014 war die Eröffnung des neuen Standorts des Bestattungsmuseums der Bestattung Wien am Zentralfriedhof unter der Aufbahrungshalle 2.

## Dienstleistungen
Die Bestattung Wien führt in Wien fünfzehn Kundenservicestellen, die sich vorwiegend in Standesämtern befinden. Die Leistungen reichen von der Organisation der Beerdigung bis zur Hilfestellung in behördlichen Belangen. Angebotene Bestattungsformen reichen von klassischer Erd- und Feuerbestattung bis zu Naturbestattungen, wie unter anderem am Waldfriedhof Waldesruh – einem gemeinsamen Projekt der Bestattung Wien mit der MA49 (Forst- und Landwirtschaftsbetrieb der Stadt Wien) in Breitenfurt. Auch individuelle Bestattungsformen wie die Donaubestattung oder die Weltraumbestattung sind möglich. Ebenso sind weltweite Überführungen oder die Herstellung von Bestattungsdiamanten, kleine Gedenkurnen, Schmuckstücken von Fingerprints, DNA-Bildern Verstorbener oder Totenmasken möglich. Hinzu kommen digitale Tools, wie der Online-Bestattungsplaner für die Planung von Trauerfeiern oder einer Bestattungsvorsorge. Im Trauerportal können Gedenkseiten für Verstorbene erstellt und Kondolenzen ausgesprochen werden.

## Gesellschaftlicher Beitrag
Mit über zwei Millionen organisierten Beerdigungen seit ihrer Gründung, von Trauerfeiern im engsten Kreis bis zu Staatsbegräbnissen, prägte die Bestattung Wien die österreichische Bestattungskultur maßgeblich. In diesem Zusammenhang ist auch das zum Unternehmen gehörende Bestattungsmuseum ein wichtiger Mittler der Veränderung der Bestattungskultur im Wandel der Zeit.

## Rezeption
Das Unternehmen ist für Werbekampagnen und Merchandise-Artikel international bekannt. Neben der humorvollen Botschaft werde damit auch das Ziel verfolgt, die Diskussion zum Tabuthema Tod zu ermöglichen. Während der Covid-Pandemie führte die Kampagne „Corona leugnen sichert Arbeitsplätze“ zu internationaler Resonanz. Die Artikel werden international verkauft, 2020 erreichte der verantwortliche Florian Keusch bei den osterreichischen Marketing Leader of the Year einen zweiten Platz in der Kategorie Beratung, Bildung, Healthcare, IT & Institutionen.